# 절제 (타로)

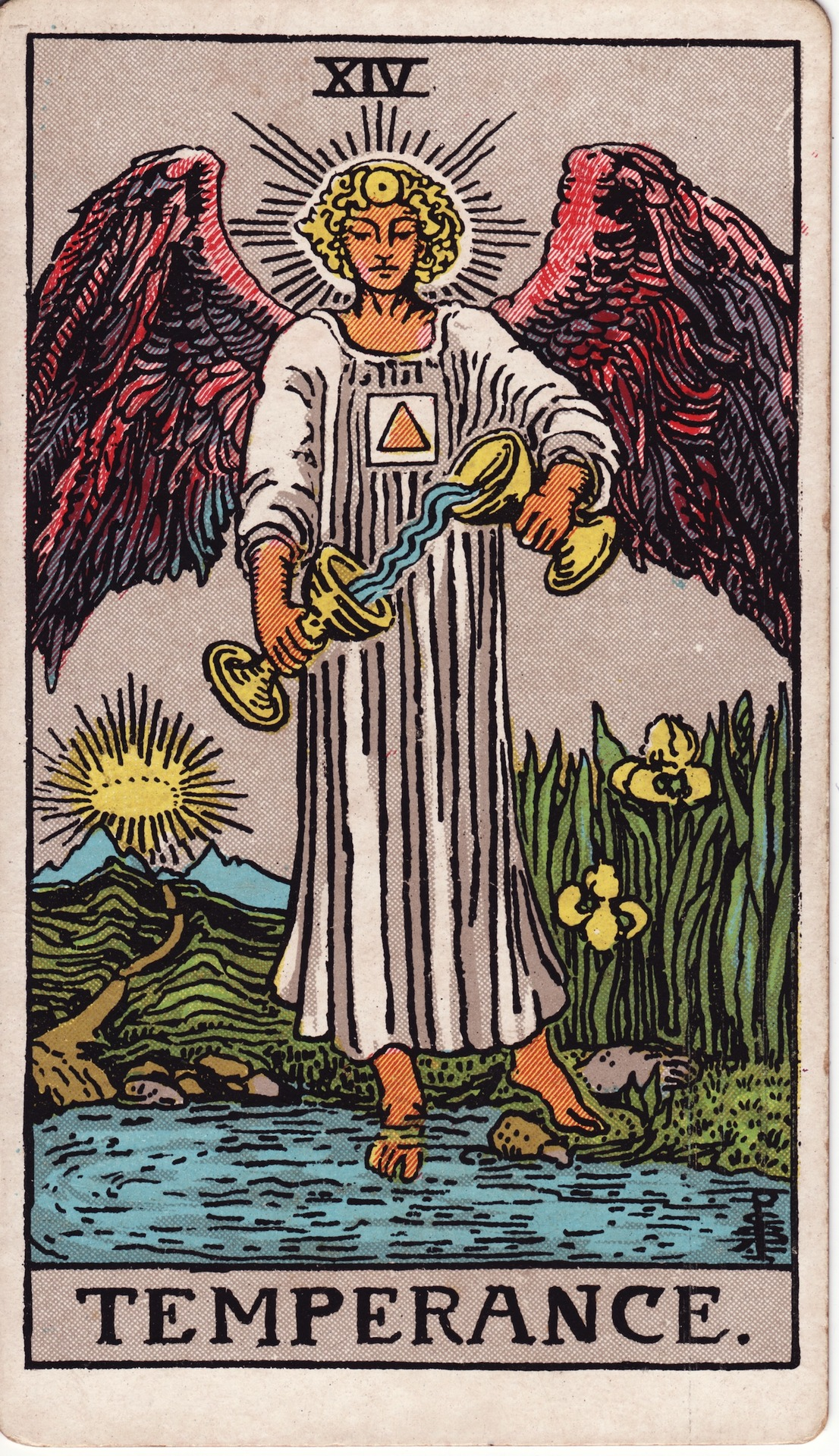
웨이트판 타로의 절제

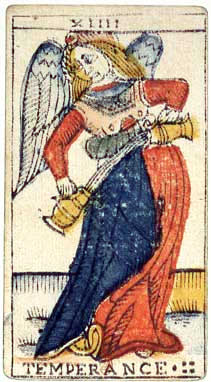
마르세유판 타로의 절제

절제(節制, 프랑스어: Tempérance)는 타로의 메이저 아르카나에 속하는 카드의 1매다. 카드 번호는 '14'.

## 카드의 의미
정위치의 의미
절제, 절약, 온건, 검소, 조화, 헌신.
역위치의 의미
낭비, 소모, 생활의 혼란.
아서 에드워드 웨이트의 타로 도해에 있어서의 해설에서는 '조정·중용·검약·관리'를 의미한다고 여겨진다.

## 카발라와의 관계
히브리 문자는 사메후(ס), 다만 복수의 이설이 있다. '황금의 새벽단'의 설에서는 티파레트와 이소드의 세피라를 결합하는 경에 관련지을 수 있고 있다.

## 점성술과의 대응
이하와 같은 제설이 있다.
- 별자리: 금우궁설, 거해궁설[1], 천헐궁설, 인마궁설[2], 마갈궁설[3], 보병궁설
- 행성: 태양설[4], 달설, 수성설, 벌컨설[5]

## 우화의 해석
날개가 난 인물이 초절적인 업을 가지고 잔(혹은 물 주전자)으로부터 잔에 물을 바꾸고 있는 모습이 그려진다. 이 인물은 대천사 미카엘이라고 되어 규율과 절도, 자애와 헌신을 나타내고 있다. 또, 타로 카드의 22매의 메이저 아르카나가 연금술에 있어서의 불로불사의 영약, 엘릭서의 제조 과정을 우화에 일으킨 것으로 하는 설이 있지만, 이 '절제'에 그려지는 물을 옮겨 바꾸는 작업은 확실히 연금술의 기본, 조제 그 자체이다.
마르세유판에 그려지는 '절제'에는, 푸른 머리카락의 이마 부분에 붉은 꽃을 붙인 날개가 난 인물이, 푸른 항아리로부터 붉은 항아리에 흰 액체를 따르고 있는 모습이 그려져 있다. 이 항아리(잔, 물 주전자)를 가지고, 자주 물병자리와 관련지은 해석도 행해진다. 이 반대극에 있는 2개의 항아리의 내용은, 남성성과 여성성, 그늘과 햇빛, 불과 물, 영혼과 고기, 의식과 무의식이라고 한 상반되는 요소를 상징해, 그것들이 서로 섞이는 액체는 백색이며 순수한 본질을 상징하고 있는 것부터, '상반되는 요소의 결합에 이르는 모습'을 나타내고 있다. 날개가 난 인물은, 이 상반되는 것 같은 종류를 묶는 '중개자'로서 그려져 있다. 의복이나 머리 부분의 배색은, 빨강과 파랑의 어느 쪽에도 치우치는 일 없이 공평한 입장에 있는 것을 나타내, 날개를 가진 모습은 인지를 넘은 존재, 즉 천사로서 해석되어 세속적인 사소한 사항을 초월한 존재인 것을 암시하고 있다. 또 액의 꽃은, 5변의 꽃잎의 원형이며 만다라 즉 제5원소를 상징하고 있다고 여겨지는 것이, 지금 가장 유력한 설이다.

## 참고 문헌
- C・G융 '심리학과 연금술 1'ISBN 4-4093-3007-1
- 사리(인도 여성의 민족 의상)・니컬스 '융과 타로'ISBN 4-7835-1183-7
- 크리스치아누・데로슈=노브르크르 '이집트 신화의 도상학'ISBN 4-3092-2364-8